# Kapalikas
Kapalika (Sanskrit kāpālika, Hindi kāpālik, कापालिक) oder Kapalin war eine tantrische Sekte des hinduistischen Shivaismus. Die Kapalikas waren Asketen, die eine Schädelschale (Sanskrit kāpāla) und einen mit einem Schädel besetzten Stab bei sich trugen. Über die Kapalikas ist wenig bekannt, nachzuweisen sind sie aufgrund von zahlreichen Erwähnungen in der Literatur, religiösen Schriften und Inschriften. So werden sie z. B. bei Ramanuja und Yamuna erwähnt, in der Hagiographie Shankaras oder im Kathasaritsagara
Der Schädelkult der Kapalikas bezieht sich auf einen Mythos, in dem Shiva dem Gott Brahma den mittleren seiner fünf Köpfe abschlägt und zur Sühne als Asket herumwandert, mit dem Kopf Brahmas als Almosenschale. Nach einer anderen Erzählung beleidigte Brahma Shiva, worauf letzterer den zornigen Bhairavan erschuf, der Brahmas Kopf abschlug. Shiva in seiner niedrigen Gestalt als Bhairavan musste daraufhin als bettelnder Kapilaka herumziehen. Dies ist die übliche Version, die im Ritualtheater Teyyam in Kerala aufgeführt wird.
Die Lehren der Kapalikas werden auch Somasiddhanta genannt, was sich auf die sexuelle Vereinigung von Shiva und Uma bezieht. Möglicherweise besteht hier ein Bezug zu späteren tantrischen Lehren, in denen eine solche sexuelle Symbolik auch erscheint.
Der bengalische Schriftsteller Bankim Chandra Chattopadhyay schildert in dem 1866 (deutsch 1886) erschienenen Roman Kapalkundala vor dem Hintergrund des Kapalika-Kults und der Kali-Verehrung das Schicksal einer jungen Frau, die in einem abgelegenen Wald von einem Kapalik erzogen wird, und ihre tragisch endende Liebesgeschichte.

## Belege
1. ↑  C. H. Tawney, N. M. Penzer (Übersetzer): The Ocean of Story. A Translation of Somadeva's Kathāsaritsāgara. Sawyer, London 1924–1928 (dort durchweg negativ konnotiert)